# Jeanne d'Arc Jutras
Pour les articles homonymes, voir Jutras.
Jeanne d'Arc Jutras (Sainte-Brigitte-des-Saults, 14 février 1927 - Montréal, 7 juin 1992) est une journaliste, une romancière, une féministe et une pionnière du mouvement des droits des gais et lesbiennes au Québec.

## Biographie
Jeanne d'Arc Jutras est née le 14 février 1927 à Sainte-Brigitte-des-Saults. Après avoir terminé son secondaire, elle poursuit ses études au Collège commercial Fortin, avant d'occuper divers emplois (femme de chambre, ouvrière dans la menuiserie et le meuble, vendeuse, etc.), tout en complétant sa formation en autodidacte.
À compter de 1970, elle s'engage dans le mouvement pour la reconnaissance des droits et des libertés civiques et collabore à différents périodiques, notamment Le Devoir, La Presse, Le Journal de Montréal, Montréal-Matin et Madame. Elle collabore également à la revue lesbienne Ça s'attrape!! (1982-1984), en plus de tenir une « Chronique en zig zag » dans Le Berdache (1979-1982), revue de l'Association pour les droits des gai(e)s du Québec (ADGQ) où elle se porte à la défense des droits des femmes et des lesbiennes,. Elle y dirige le comité anti-répression qui sera d’ailleurs de la célèbre manifestation en réponse à la descente policière au bar gai le Truxx le 21 octobre 1977.
Jeanne d'Arc Jutras serait la première lesbienne assumée à apparaître dans les médias grand public au Québec. Elle participe à plusieurs émissions de télé et de radio sur l'homosexualité et publie de nombreuses lettres ouvertes à ce sujet dans divers périodiques au Québec et à l'étranger,. Elle se confiera d'ailleurs dans une entrevue de l'Actualité Plus sur la perte de la garde de son fils alors qu'on la découvre homosexuelle durant sa vingtaine,.
Elle milite également au début des années 1970 contre la discrimination fondée sur l’orientation sexuelle, gain réalisé en 1977 lorsque le Québec devient la première province à inclure l’interdiction de discriminer en fonction de l’orientation sexuelle dans la Charte québécoise des droits et libertés,.
Elle publie aussi trois romans. Le premier, son plus notoire, Georgie (1978), lui prend huit ans de travail et est publié aux Éditions de la pleine lune, première maison d'édition québécoise consacrée exclusivement à des œuvres écrites par des femmes. S'ensuivent ensuite deux autres romans : Délira Cannelle (1983) et Plaxie Pilon (1988).
Dans les années 1980, elle a été la première à s'élever contre le problème de l'âgisme au sein de la communauté lesbienne.
Jeanne d'Arc Jutras meurt à Montréal, le 7 juin 1992,, à l'hôpital Saint-Luc, des suites d'un cancer.
Ses archives sont conservées au centre régional du Vieux-Montréal de Bibliothèque et Archives nationales du Québec (BAnQ Vieux-Montréal) et aux Archives gaies du Québec,,.

## Romans
- Georgie, 1978
- Délira Cannelle, 1983
- Plaxie Pilon, 1988